# Tegenaria bithyniae
Tegenaria bithyniae là một loài nhện trong họ Agelenidae.
Loài này thuộc chi Tegenaria. Tegenaria bithyniae được Paolo Marcello Brignoli miêu tả năm 1978.